# Хонгор
Хо́нгор (монг. Хонгор) — сомон аймака Дархан-Уул в северной части Монголии.

## Транспорт
В центре сомона находится железнодорожная станция Хонгор, в 13 км от неё — станция Салхит; оттуда идёт ответвление на Эрдэнэт.

## Экология
В 2007 году, по данным ВОЗ, в процессе проведения горнодобывающих работ территория сомона подверглась заражению цианида натрия..